# Силвер Крик (Мисури)
Силвер Крик (енгл. Silver Creek) град је у америчкој савезној држави Мисури.

## Демографија
По попису из 2010. године број становника је 623, што је 15 (2,5%) становника више него 2000. године.
| Група             | 2000.       | 2010.       |
| Белци             | 579 (95,2%) | 585 (93,9%) |
| Афроамериканци    | 0 (0,0%)    | 0 (0,0%)    |
| Азијати           | 6 (1,0%)    | 0 (0,0%)    |
| Хиспаноамериканци | 1 (0,2%)    | 12 (1,9%)   |
| Укупно            | 608         | 623         |